# Japu-verde
Japu-verde (nome científico: Psarocolius viridis) é uma espécie de ave passeriforme da família Icteridae encontrada em habitats arborizados na bacia amazônica e Guianas da América do Sul. Além da coloração, o japu-verde se destaca entre os outros tipos de japus pelo um bico claro com a ponta alaranjada. É uma espécie comum e a União Internacional para a Conservação da Natureza o classificou com o status de "menor preocupação".

## Caracterização

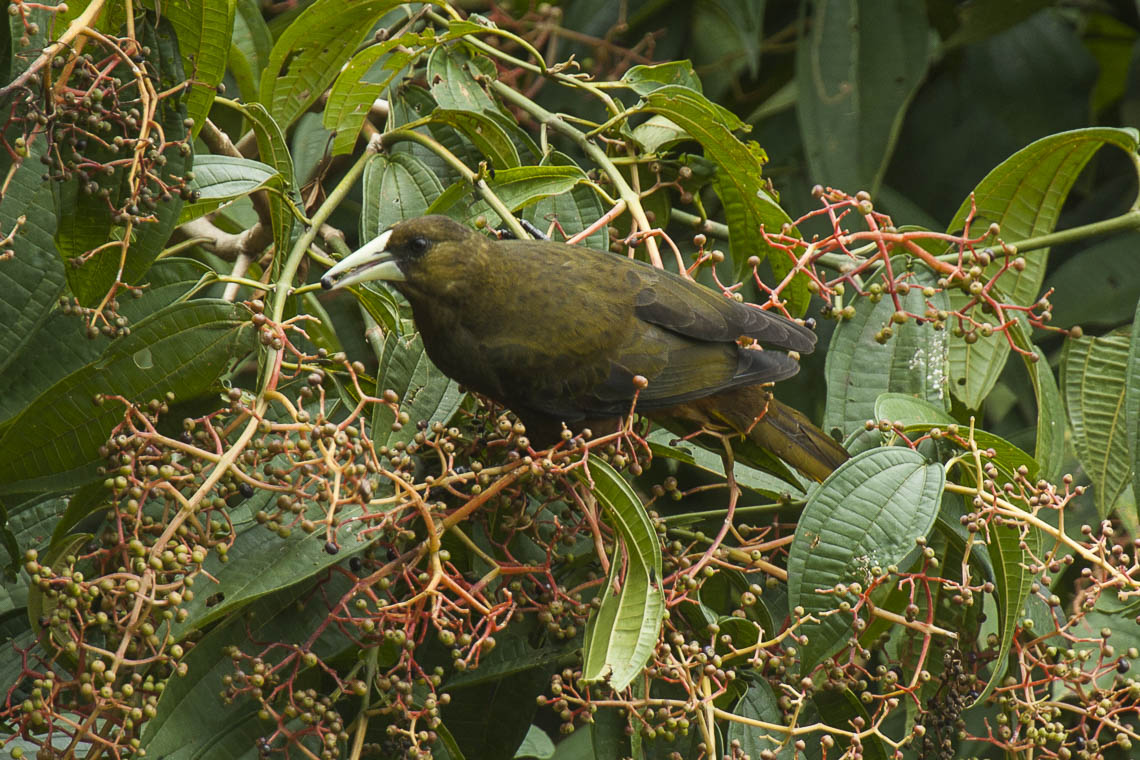
Japu-verde se alimentando

O japu-verde macho pode chegar a pesar cerca de 400 gramas e ter 43 cm de comprimento, enquanto que a fêmea pode chegar a pesar 200 gramas e chegar a ter 37 cm de comprimento. A plumagem da cabeça, peito, costas e asas possuem coloração verde-oliva, o traseiro e as partes inferiores são castanhos e as penas centrais da cauda são pretas e as externas amarelas. O bico, com base clara, possui uma fina ponta laranja. Possui uma íris azul pálida e uma discreta crista atrás da cabeça.
Costuma mover-se pelo dossel das florestas em bandos de espécies misturadas. É um dos vários pássaros que seguem pequenos grupos de caracara de garganta-vermelha (Ibycter americanus).

### Alimentação
Onívoro, o japu-verde alimenta-se principalmente de frutos e sementes, mas insetos e outros artrópodes também fazem parte da sua dieta. Ao consumir frutas inteiras, ele age como um dispersor de sementes.

### Reprodução
Aninha-se em colonias com cerca de 5 a 10 ninhos próximos. O ninho é constituído de fibras de plantas que formam um saco comprido que pendem dos ramos de uma árvore e pode medir até 1 metro de comprimento.
O japu-verde põe 3 ovos brancos com pontos e linhas avermelhadas e roxas e tem em média duas ninhadas por ano. Somente a fêmea incuba os ovos e alimenta os filhotes.
No Brasil, o japu-verde geralmente escolhe o amaranto, um gênero de árvores da família Fabaceae, para a construção dos ninhos. Acredita-se que essa escolha deva-se ao tronco liso e escorregadia dessas árvores, dificultando o alcance de potenciais predadores.

### Localização
Distribui-se vastamente por florestas tropicais da América do Sul, habitando países como Colômbia, Venezuela, Guiana, Suriname, Guiana Francesa, Brasil, Equador, Bolívia e Peru.